# UNIVAC III
Die UNIVAC III wurde als Weiterentwicklung der UNIVAC I und UNIVAC II 1962 ausgeliefert; er arbeitete im Gegensatz zu seinen Vorgängern mit Transistoren. 
Obwohl die UNIVAC III kompatibel mit ihren Vorgängern war, wurde das Layout des Befehlssatzes und die Maschinenwortbreite komplett überarbeitet. Dies führte dazu, dass bestehende Programme umgeschrieben werden mussten, welches wiederum viele Kunden veranlassten, ihre Hardware zu wechseln.
Da zu dieser Zeit der Hauptspeicher die größten Kosten verursachte, wurde die UNIVAC III so entworfen, dass sie so wenig Hauptspeicher wie nur möglich verwenden musste.
Sperry Rand lieferte ab 1962 96 Systeme aus.

## Prozessorenlayout
- Maschinenwort (25 bit)
  - Excess-3 (XS-3) kodiert mit 4 bits/Zahlen, maximal 6 Zahlen numerisch
  - Alphanumerisch mit 6 bit /Zeichen, maximal 4 Zeichen Alphanumerisch

| 25 | 24                    | 23                    | 22                    | 21                    | 20                    | 19                    | 18                    | 17                    | 16                    | 15                    | 14                    | 13                    | 12                    | 11                    | 10                    | 9                     | 8                     | 7                     | 6                     | 5                     | 4                     | 3                     | 2                     | 1                     |
| -- | --------------------- | --------------------- | --------------------- | --------------------- | --------------------- | --------------------- | --------------------- | --------------------- | --------------------- | --------------------- | --------------------- | --------------------- | --------------------- | --------------------- | --------------------- | --------------------- | --------------------- | --------------------- | --------------------- | --------------------- | --------------------- | --------------------- | --------------------- | --------------------- |
| s  | binär Einerkomplement | binär Einerkomplement | binär Einerkomplement | binär Einerkomplement | binär Einerkomplement | binär Einerkomplement | binär Einerkomplement | binär Einerkomplement | binär Einerkomplement | binär Einerkomplement | binär Einerkomplement | binär Einerkomplement | binär Einerkomplement | binär Einerkomplement | binär Einerkomplement | binär Einerkomplement | binär Einerkomplement | binär Einerkomplement | binär Einerkomplement | binär Einerkomplement | binär Einerkomplement | binär Einerkomplement | binär Einerkomplement | binär Einerkomplement |
| s  | numerisch (XS-3)      | numerisch (XS-3)      | numerisch (XS-3)      | numerisch (XS-3)      | numerisch (XS-3)      | numerisch (XS-3)      | numerisch (XS-3)      | numerisch (XS-3)      | numerisch (XS-3)      | numerisch (XS-3)      | numerisch (XS-3)      | numerisch (XS-3)      | numerisch (XS-3)      | numerisch (XS-3)      | numerisch (XS-3)      | numerisch (XS-3)      | numerisch (XS-3)      | numerisch (XS-3)      | numerisch (XS-3)      | numerisch (XS-3)      | numerisch (XS-3)      | numerisch (XS-3)      | numerisch (XS-3)      | numerisch (XS-3)      |
| s  | alphanumerisch        | alphanumerisch        | alphanumerisch        | alphanumerisch        | alphanumerisch        | alphanumerisch        | alphanumerisch        | alphanumerisch        | alphanumerisch        | alphanumerisch        | alphanumerisch        | alphanumerisch        | alphanumerisch        | alphanumerisch        | alphanumerisch        | alphanumerisch        | alphanumerisch        | alphanumerisch        | alphanumerisch        | alphanumerisch        | alphanumerisch        | alphanumerisch        | alphanumerisch        | alphanumerisch        |

- Instruktionen (25 bit)

| 25  | 24 | 23 | 22 | 21 | 20          | 19          | 18          | 17          | 16          | 15          | 14    | 13    | 12    | 11    | 10          | 9           | 8           | 7           | 6           | 5           | 4           | 3           | 2           | 1           |
| --- | -- | -- | -- | -- | ----------- | ----------- | ----------- | ----------- | ----------- | ----------- | ----- | ----- | ----- | ----- | ----------- | ----------- | ----------- | ----------- | ----------- | ----------- | ----------- | ----------- | ----------- | ----------- |
| i/a | x  | x  | x  | x  | op (opcode) | op (opcode) | op (opcode) | op (opcode) | op (opcode) | op (opcode) | ar/xo | ar/xo | ar/xo | ar/xo | m (Adresse) | m (Adresse) | m (Adresse) | m (Adresse) | m (Adresse) | m (Adresse) | m (Adresse) | m (Adresse) | m (Adresse) | m (Adresse) |